# Пустельники (Шептицький район)
Пусте́льники — село в Україні, в Шептицькому районі Львівської області. Населення становить 24 особи.

## Географія
Через село тече річка Пуста, права притока Радоставки.